# Iglesia de la Transfiguración (Navahrudak)
La Iglesia de la Transfiguración  (en bielorruso: Фарны касцёл Праабражэння Гасподняга) es un edificio religioso que pertenece a la Iglesia católica y se localiza en Novogrúdok, Bielorrusia

## Historia
Vitautas el Grande fundó la iglesia en 1395 en el lugar de un antiguo templo pagano. En 1422 Vladislao II de Polonia se casó aquí con su cuarta esposa, Sofía de Halshany, estableciendo así la dinastía de los Jagellón. En 1643, el castellano local Jan Rudamina añadió un bajorrelieve de mármol en conmemoración de los caballeros de Navahrudak caídos en la batalla de Jotín en 1621.
Entre 1712 y 1740 se reconstruyó la iglesia bajo la dirección de los albañiles locales Jakub Boksza, Jerzy Urłowski, Andrzej Szarecki y Jerzy Stepkowski, en sustitución de un edificio gótico. La clave de bóveda fue consagrada el 14 de julio de 1714 por el obispo Matzey Anzuta. En 1799 el poeta Adam Mickiewicz fue bautizado en esta iglesia.
En 1812, durante la invasión napoleónica de Rusia, las tropas francesas utilizaron la iglesia como almacén de alimentos. Después de la guerra, se reanudaron los servicios en la iglesia, pero en 1864 se volvió a cerrar a raíz del Levantamiento de Enero.
El edificio estuvo en ruinas hasta 1906. En 1921 fue reconstruido por el príncipe Stanisław Albrecht Radziwiłł y el arquitecto Bayle. El obispo Zygmunt Łoziński consagró la iglesia restaurada en 1922, que fue donada a las Hermanas de la Sagrada Familia de Nazaret en 1929.
Durante la Segunda Guerra Mundial, la ciudad fue ocupada por los nazis. La hermandad organizó una escuela clandestina para niños polacos con lecciones de historia y lengua polaca. El 1 de agosto de 1943, la Gestapo ejecutó a 11 monjas y al director de la escuela. Tras la guerra la zona pasó a manos de la Unión Soviética, la iglesia se cerró en 1948 y no volvió a abrir hasta 1984. Hasta 1991, cerca de la iglesia se encontraba el lugar de enterramiento de los mártires de Nowogródek. Los servicios religiosos se reanudaron en 1992 y la última restauración se completó en 1998.

## Arquitectura
El edificio fue diseñado en estilo barroco como una basílica de una sola nave con ábside circular y dos torres en la fachada principal. En el nuevo edificio se han incluido también dos torres facetadas del siglo XIV.Al construir una iglesia de ladrillo, se incluyeron capillas góticas en la composición general. Para ello, el macizo muro de la fachada principal junto con las torres se movieron con respecto al eje de simetría de la sala de oración, de modo que las capillas no fueran visibles en la entrada

## Galería

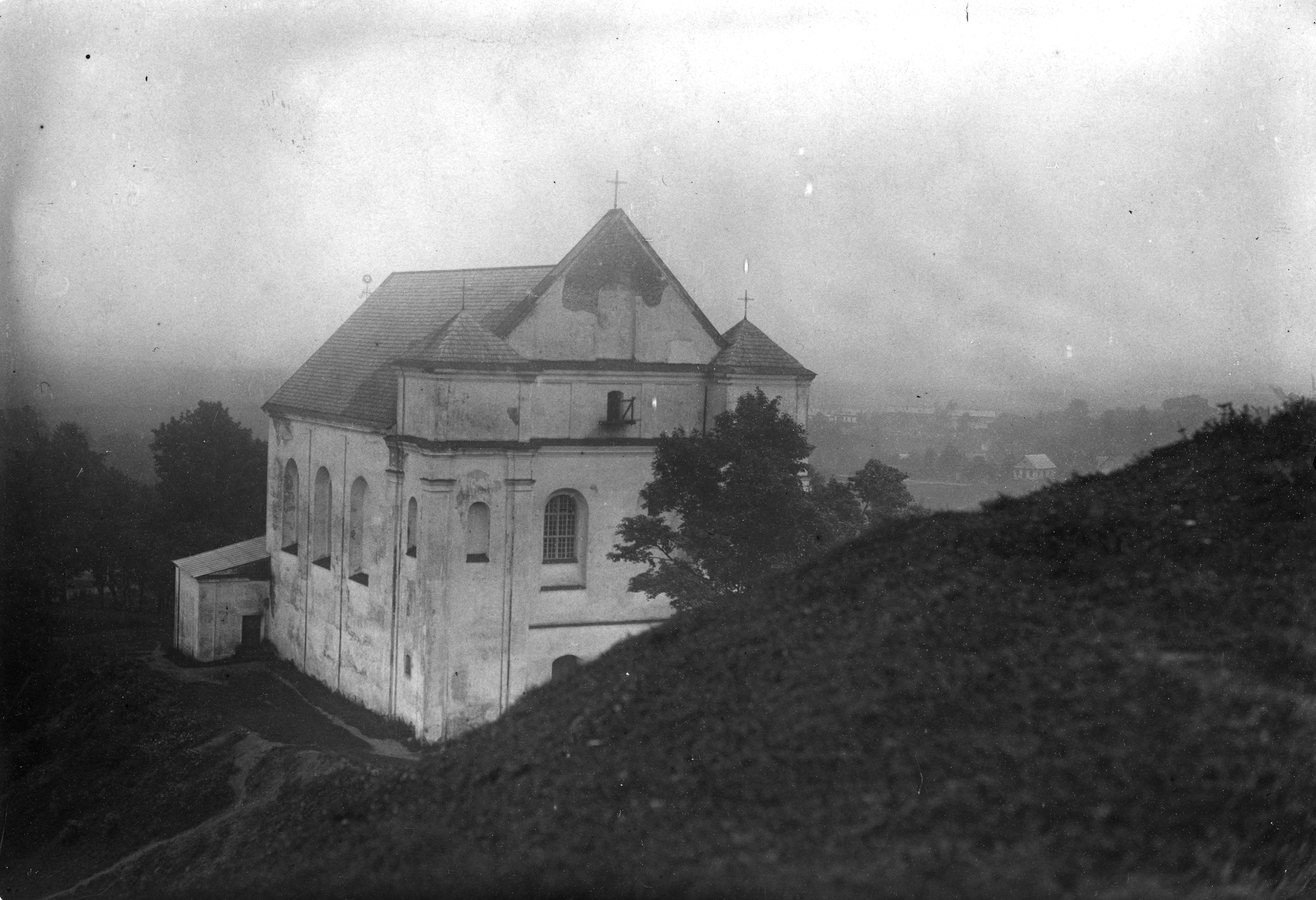
Fotografía de la iglesia entre 1925 y 1939
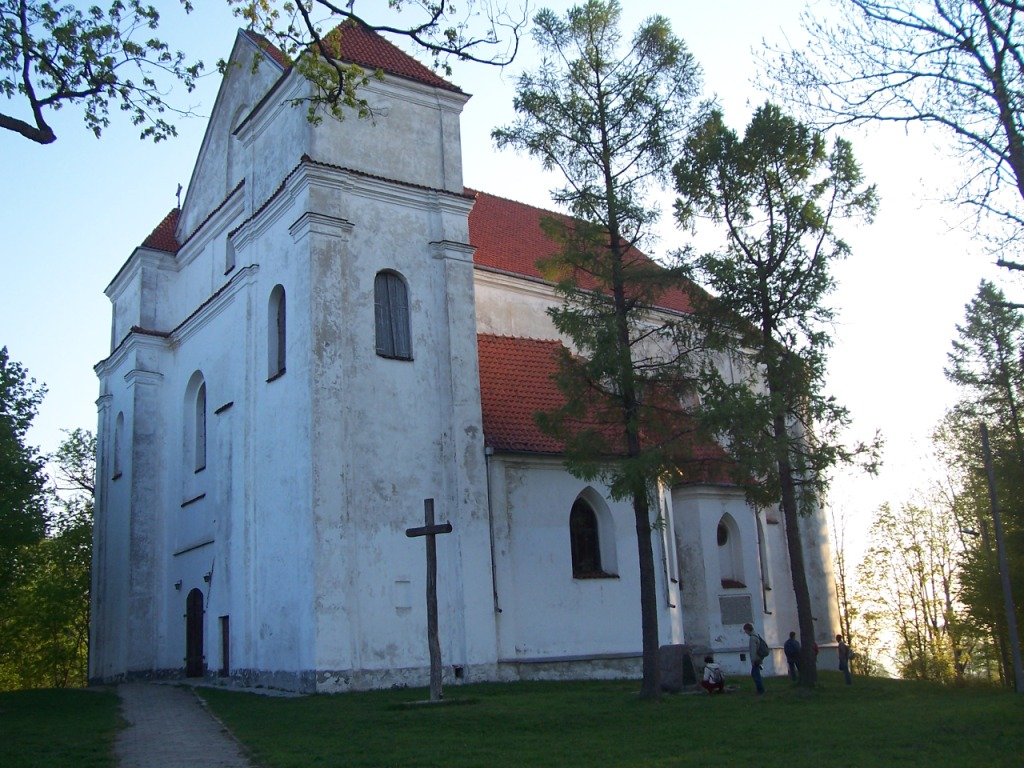
Vista lateral de la iglesia
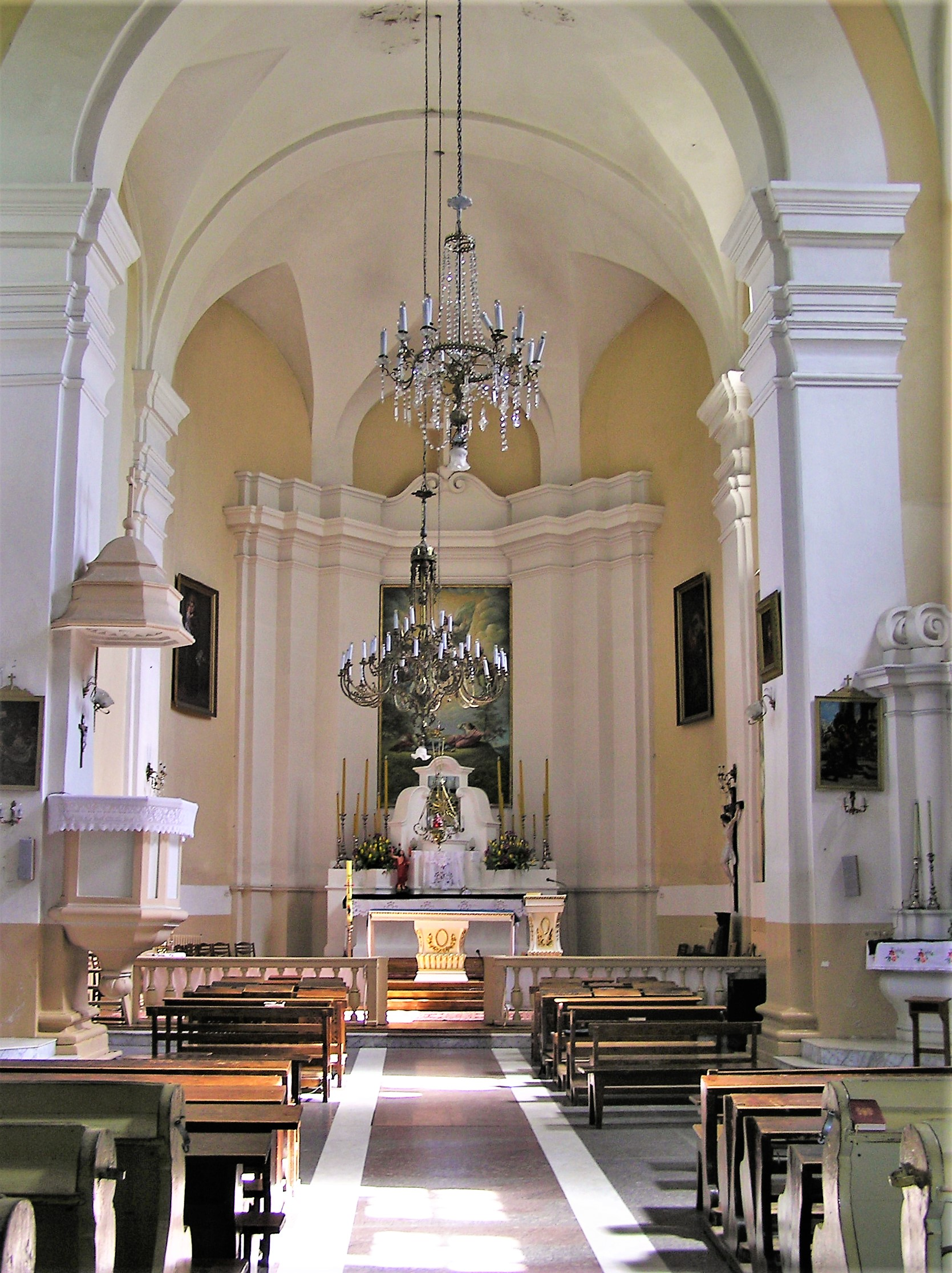
Interior de la iglesia